# Deutsch-dschibutische Beziehungen
Die Deutsch-dschibutischen Beziehungen bestehen seit den 1970er Jahren und wurden ab den 2010er Jahren mit der Errichtung von Botschaften intensiviert. Von 2002 bis 2021 war die Bundeswehr mit einem Kontingent in Dschibuti stationiert.

## Geschichte
Am 30. Juni 1977 nahm die Deutsche Demokratische Republik (DDR) als erster deutscher Staat diplomatische Beziehungen mit Dschibuti auf. Einige Monate später, am 23. Januar 1978, etablierte auch die Bundesrepublik Deutschland (BRD) diplomatische Beziehungen mit dem Land. In den 1980er Jahren vereinbarte die BRD mit Dschibuti ein Abkommen zur wirtschaftlichen Zusammenarbeit. 2002 begann der Einsatz der Deutschen Verbindungs- und Unterstützungsgruppe Dschibuti. Als Teil der Operation Atalanta war Deutschland ab 2008 auch an der Bekämpfung der Piraterie vor der Küste Somalias beteiligt.
2010 wurde eine deutsche Botschaft in Dschibuti eröffnet, erster deutscher Botschafter wurde Dietmar Bock. Ein Jahr später eröffnete Dschibuti eine Botschaft in Berlin. 2016 besuchte Mohamed Ali Houmed, Präsident des dschibutischen Parlaments, die Bundesrepublik Deutschland.

## Wirtschaftliche Beziehungen
Im Jahre 2014 wurde die erste dschibutisch-deutsche Wirtschaftskonferenz in Dschibuti organisiert. 2015 eröffnete die Lufthansa ein Büro in Dschibuti. 2021 lag das bilaterale Handelsvolumen bei 26 Millionen Euro. Dschibuti besitzt besonders als Außenhandelshafen für den Handel mit Äthiopien Bedeutung.

## Entwicklungszusammenarbeit
Dschibuti ist kein Partnerland der deutschen bilateralen Entwicklungszusammenarbeit. Das Land profitiert allerdings von multilateralen Hilfen der Europäischen Union und von Hilfen an regionalen Organisationen, an denen Dschibuti beteiligt ist.

## Diplomatische Standorte
- Deutschland hat eine Botschaft in Dschibuti-Stadt.[4]
- Dschibuti hat eine Botschaft in Berlin.[5]